# Antoni Wilhelm Radziwiłł
El Príncipe Antoni Wilhelm Radziwiłł (en polaco: Fryderyk Wilhelm Ferdynand Antoni Radziwiłł; 31 de marzo de 1833-16 de diciembre de 1904) fue un miembro de la nobleza polaco-lituana y General de Artillería en el Ejército prusiano. Era sobrino de la Princesa Elisa Radziwiłł, el primer amor de su pariente el rey Guillermo I de Prusia, que después sería el primer emperador alemán.

## Primeros años
Siendo el hijo mayor del Príncipe Wilhelm Paweł Radziwiłł (1797-1870), General de Infantería en el Ejército prusiano, y de su segunda esposa la Condesa Mathilde de Clary und Aldringen (1806-1896), Antoni era un descendiente de la poderosa familia magnate de los Radziwiłł, quien poseía grandes propiedades en Silesia y Posen, así como en Rusia; su tío era el estadista polaco, el Príncipe Bogusław Fryderyk Radziwiłł. También estaba emparentado con la familia real prusiana a través del rey Federico Guillermo I, cuya nieta la Princesa Luisa estaba casada con el abuelo de Antoni, Antoni Henryk, Gobernador de Posen.

## Carrera

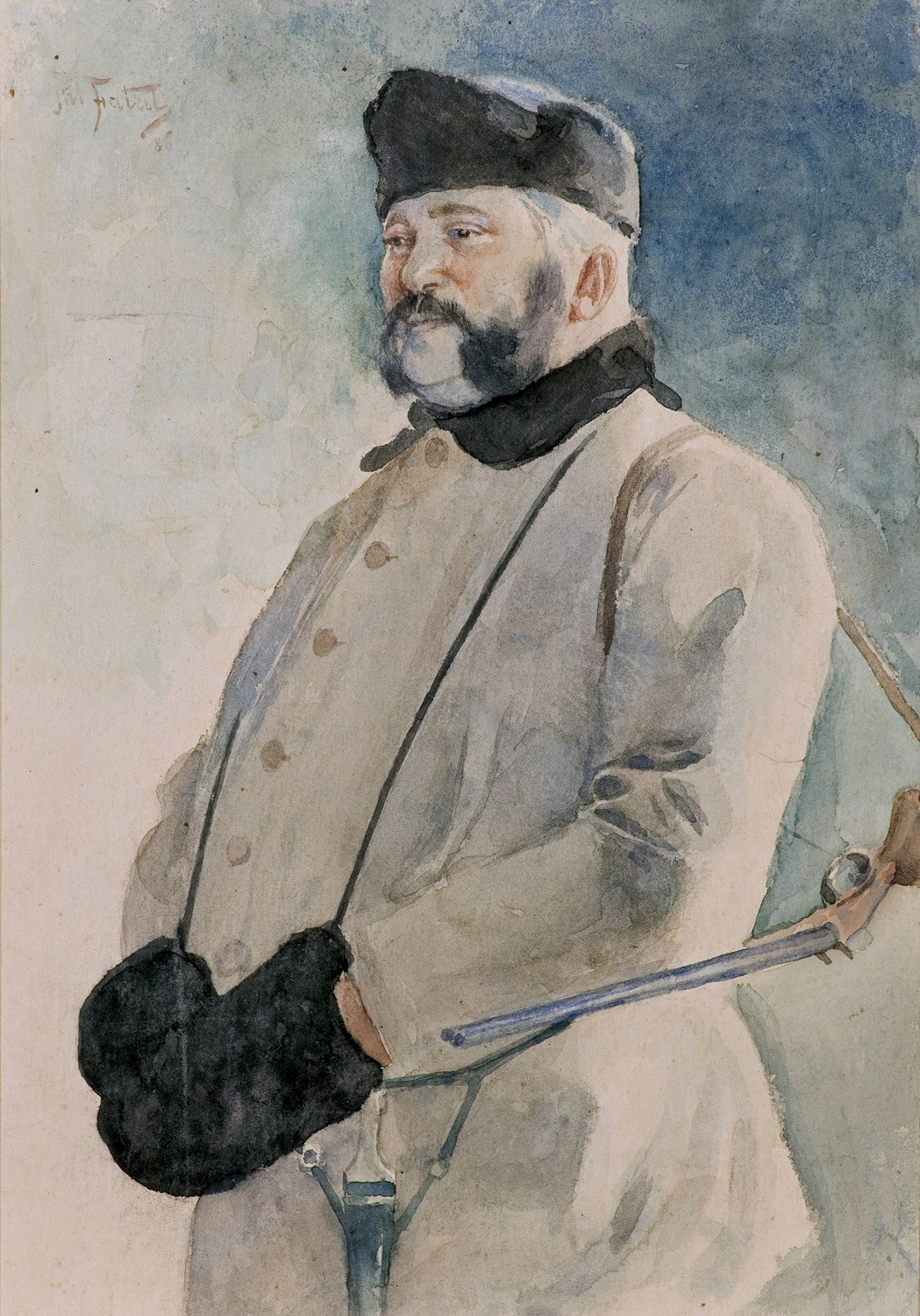
Acuarela del Príncipe Radziwiłł en una cacería, por Julian Fałat, 1886.

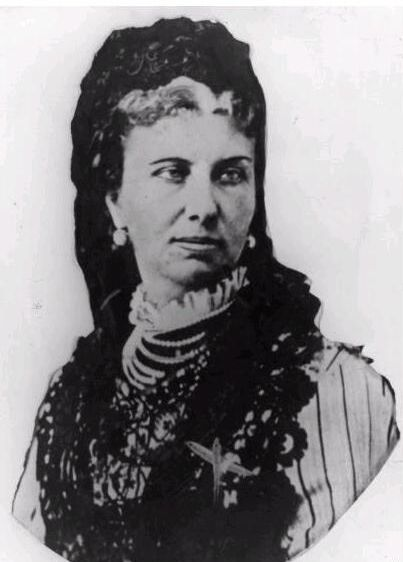
Su esposa, Marie de Castellane.

Tras su graduación del Französisches Gymnasium Berlin en 1852, Antoni ingresó en el ejército primero como parte del Regimiento de Artillería de la Guardia, antes de servir 8 meses con el 3.º Regimiento de Artillería  en Magdeburg. Durante ese tiempo acompañó al Príncipe Federico Guillermo a Moscú para ser testigo de la coronación del zar Alejandro II de Rusia en agosto de 1856. Entre 1858 y 1861 se enroló en la academia militar, alcanzando el rango de capitán.
En 1866 el Príncipe Radziwiłł participó en la guerra austro-prusiana como parte del Estado Mayor del Cuerpo de la Guardia del Príncipe Augusto de Wurtemberg, después de lo cual fue nombrado aide-de-camp personal del rey Guillermo I. Se convirtió en estrecho confidente del rey, acompañándole a menudo a eventos importantes. Jugaría un importante papel en la futura guerra franco-prusiana, al ser quien entregó el Telegrama de Ems al Conde Benedetti, así como por anunciar el cese el fuego después de la batalla de Sedán el 2 de septiembre de 1870 y por ser testigo de la proclamación del Imperio alemán en Versallles.
En 1885, Guillermo I lo nombró al rango de general adjunto.

### Vida posterior
Entre 1871 y 1888, el Príncipe Radziwiłł fue miembro de la Cámara de los Señores de Prusia. Él y su mujer regentaron un popular salón en Berlín, donde entretuvieron muchos políticos polacos y miembros del católico Partido del Centro. Esto le ganó la desconfianza del Canciller Otto von Bismarck durante el Kulturkampf, que fue exacerbado por el hecho de que el primo de Antoni, Ferdynand Radziwiłł, era miembro del Partido Polaco.
Fue promovido a General de Infantería por el emperador Federico III, tras la sucesión de este en el trono, mientras retuvo su puesto de Adjunto. A la  muerte de Federico IIII en 1888, sin embargo, fue licenciado por el siguiente emperador, Guillermo II, que el 22 de marzo de 1889 le concedió el "título de servicio" de General de Artillería.

## Vida personal
El 3 de octubre de 1857, Radziwiłł se casó con Marie de Castellane, la hija de los aristócratas franceses Henri de Castellane y Pauline de Talleyrand-Périgord, en Sagan. Tuvieron cuatro hijos:
- Príncipe Jerzy Fryderyk Radziwiłł (1860-1914), quien se casó con Maria Róża Branicki (1863-1941), hija de Władysław Michał Branicki, propietario de una gran finca en Biała Cerkiew.[4]
- Princesa Elżbieta Matylda Radziwiłł (1861-1950), quien se casó con el Conde Roman Potocki, hijo del Conde Alfred Józef Potocki, Ministro-Presidente de Austria, y de la Princesa Maria Klementyna Sanguszko.[5][6]
- Princesa Helena Augusta Radziwiłł (1874-1958), quien se casó con el Conde Józef Mikołaj Potocki, otro hijo del Conde Alfred Józef Potocki.[6]
- Príncipe Stanisław Wilhelm Radziwiłł (1880-1920), quien se casó con la Princesa Dolores Radziwiłł, hija del Príncipe Dominic Maria Radziwiłł y hermana del Príncipe Hieronim Mikołaj Radziwiłł (quien se casó con la Archiduquesa Renata de Austria).[7]

Radziwiłł murió en Berlín en 1904; su funeral se celebró en la Catedral de Santa Eduviges, y asistió el propio Káiser. Sus restos fueron enterrados en la cripta familiar en Nyasvizh en 1905. Su viuda murió en el Palacio de Kleinitz en la Baja Silesia en julio de 1915.

### Descendientes
A través de su hijo mayor, fue el abuelo del Príncipe Albert Radziwiłł (1885-1935), quien se casó con la heredera estadounidense Dorothy Evelyn Deacon, hija de Edward Parker Deacon, en 1910. Se divorciaron y ella se casó con el Conde Paul Pálffy ab Erdöd.
A través de su hija Elżbieta, fue el abuelo del Conde Alfred Antoni Potocki (1886-1958) y del Conde Jerzy Antoni Potocki (1889-1961), embajador polaco en los Estados Unidos entre 1936 y 1940.

## Honores
Honores alemanes
- Prusia:
  - Cruz Conmemorativa de Guerra (1866)[2]
  - Caballero de la Orden de la Corona, 3.ª Clase con Espadas, 20 de septiembre de 1866;[14] 1.ª Clase con Espadas en Anillo, 22 de marzo de 1883[15]
  - Cruz de Caballero de la Real Orden de Hohenzollern, 19 de enero de 1868; con Espadas, 1871[15]
  - Cruz de Hierro (1870), 2.ª Clase en Banda Negra[16]
  - Caballero del Águila Roja, 2.ª Clase con Hojas de Roble, 22 de marzo de 1874;[14] con Estrella, 2 de noviembre de 1881;[15] Gran Cruz, 20 de septiembre de 1890[17]
  - Cruz al Servicio
  - Caballero del Águial Negra, 22 de marzo de 1894;[17] with Collar
- Hohenzollern: Cruz de Honor de la Principesca Orden de Hohenzollern, 1.ª Clase con Espadas
- Anhalt: Comandante de la Orden de Alberto el Oso, 1.ª Clase, 1876[18]
- Gran Ducado de Baden: Comandante del León de Zähringen, 1.ª Clase con Espadas, 1875; Gran Cruz, 1881[19]
- Reino de Baviera:
  - Caballero de San Huberto, 1871[20]
  - Comandante de la Orden del Mérito Militar
- Ducados Ernestinos: Gran Cruz de la Orden de la Casa Ernestina de Sajonia, 1878[21]
- Hesse-Darmstadt:
  - Comandante de la Orden de Felipe el Magnánimo, 1.ª Clase con Espadas, 25 de septiembre de 1877[22]
  - Comandante de la Orden de Luis, 2.ª Clase
- Lippe:
  - Cruz de Honor de la Orden de la Casa de Lippe, 1.ª Clase
  - Medalla al Mérito Militar (Schaumburg-Lippe)
- Mecklemburgo:
  - Gran Cruz de la Corona Wéndica, con Corona en Mineral
  - Cruz al Mérito Militar, 2.ª Clase (Schwerin)
- Gran Ducado de Oldemburgo: Comandante de la Orden de Pedro Federico Luis, con Espadas, 22 de marzo de 1871;[23] Grand Cross with Swords on Ring, 18 February 1878[24]
- Sajonia-Weimar-Eisenach: Comandante del Halcón Blanco, 10 de octubre de 1867;[25] Grand Cross, 1887[26]
- Reino de Sajonia: Gran Cruz de la Orden de Alberto, 1877[27]
- Reino de Wurtemberg:[28]
  - Comandante de la Corona de Wurtemberg, con Espadas, 1870;[29] Grand Cross, 1885
  - Gran Cruz de la Orden de Federico, 1876

Honoresa extranjeros
- Austria-Hungría:[30]
  - Comandante de la Orden imperial de Leopoldo, 1871
  - Comandante de la Orden imperial de Francisco José, 1872
  - Caballero de la Corona de Hierro, 1.ª Clase, 1884
- Francia: Oficial de la Legión de Honor
- Reino de Italia:
  - Gran Oficial de los Santos Mauricio y Lázaro
  - Gran Oficial de la Corona de Italia
- Imperio otomano: Orden de Osmanieh, 1.ª Clase
- Reino de Portugal: Gran Cruz de la Orden de Avis
- Reino de Rumania: Gran Cruz de la Estrella de Rumania
- Imperio ruso:
  - Caballero del Águila Blanca
  - Caballero de Santa Ana, 2.ª Clase en Diamantes
  - Caballero de San Vladimir, 3.ª Clase con Espadas
- España: Gran Cruz de la Orden de Carlos III, 2 de abril de 1888[31]
- Suecia-Noruega: Comandante de la Espada, 1.ª Clase, 2 de junio de 1875;[32] Commander Grand Cross, 1889[33]